# Març
Març és el tercer mes de l'any al Calendari Gregorià i té 31 dies. En el primitiu calendari romà era el mes que obria l'any fins a la instauració del calendari julià, quan va passar a ser el tercer mes, després de gener i febrer. En llatí es deia martius, nom que derivava del déu Mart. A vegades s'associa al color verd perquè era quan la neu es començava a fondre a l'hemisferi nord. En aquest mes es fa un dels dos ajustaments horaris. En catala prefabrià s'escrivia «Mars».
Març és el primer mes de primavera a l'hemisferi nord i el primer mes de tardor o tardor a l'hemisferi sud.
En finès és el mes de la terra, ja que comença la primavera i es veu la terra sota la neu.

## Història

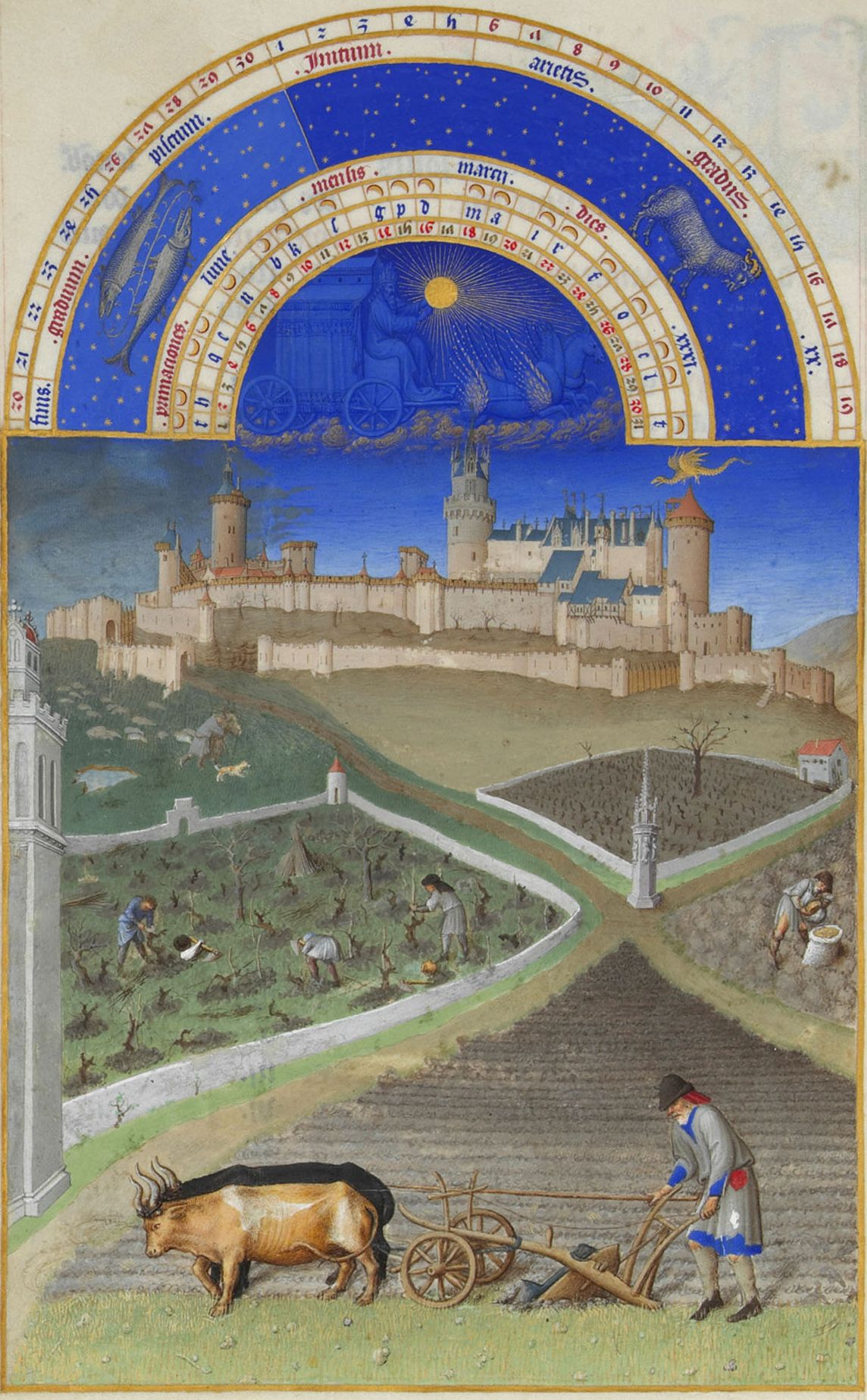
Març a Les molt riques hores del Duc de Berry.

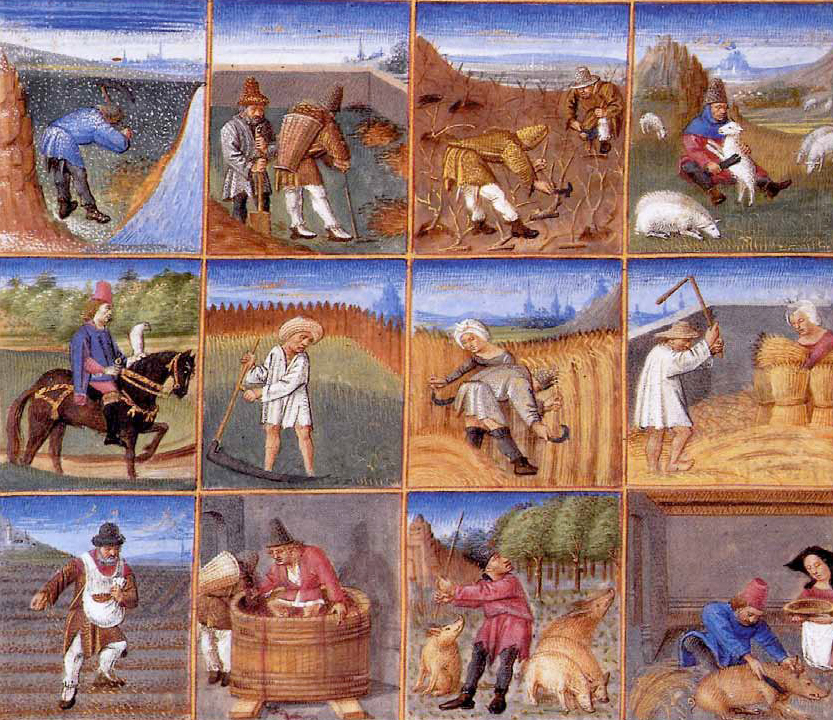
Calendari agrícola medieval. Pietro Crescenzi.

El nom de març prové de Martius, el primer mes del primer calendari romà. Va rebre el nom de Mart, el déu romà de la guerra, i un avantpassat del poble romà a través dels seus fills Ròmul i Rem. El seu mes "Martius" era el començament de la temporada de guerra, i les festes celebrades en honor seu durant el mes van ser reflectides per altres a l'octubre, quan s'acabava la temporada d'aquestes activitats. Martius va romandre el primer mes de l'any calendari romà fins potser al 153 aC, i diverses celebracions religioses de la primera meitat del mes eren originàriament les celebracions del cap d'any. Fins i tot a l'antiguitat tardana, mosaics romans que mostren els mesos de vegades encara situaven el primer mes a març.
L'1 de març iniciava l'any numerat a Rússia fins a finals del segle xv Gran Bretanya i les seves colònies van continuar utilitzant el 25 de març fins a 1752, quan finalment van adoptar el calendari gregorià (l'any fiscal al Regne Unit continua començant el 6 d'abril, inicialment idèntic al 25 de març de l'antic calendari julià). Moltes altres cultures, per exemple a l'Iran o Etiòpia, continuen celebrant el començament de l'Any Nou al març.
Març és el primer mes de la primavera en l'hemisferi nord (Amèrica del Nord, Europa, Àsia i part d'Àfrica) i el primer mes de la tardor en l'hemisferi sud (Amèrica del Sud, part d'Àfrica i Oceania).
Entre les antigues festivitats romanes celebrades al març s'inclouen Agonium Martiale, celebrada l'1 de març, el 14 de març i el 17 de març, Matronalia, celebrada l'1 de març, Junonalia, celebrada el 7 de març, Equirria, celebrada el 14 de març, Mamuralia, celebrada el 14 o el 15 de març, Hilaria el 15 de març i després fins al 22-28 de març, Argei, celebrada el 16-17 de març, Liberalia i Bacchanalia, celebrades el 17 de març, Quinquatria, celebrada del 19 al 23 de març, i Tubilustrium, celebrada el 23 de març. Aquestes dates no es corresponen amb el modern calendari gregorià.

## Altres noms
En finès, el mes es denomina maaliskuu, que es creu que té el seu origen en maallinen kuu. Aquest últim significa mes terrós i pot referir-se a la primera aparició de terra sota la neu de l'hivern. En ucraïnès, el mes es diu березень/berezenʹ, que significa bedoll, i březen en txec. Entre els noms històrics del mes de març s'inclou el del saxó Lentmonat, dit així per l'equinocci de març i l'allargament gradual dels dies, i que va donar nom a la Quaresma. Els saxons també cridaven a març Rhed-monat o Hreth-monath (derivat de la seva deessa Rhedam/Hreth), i els angles ho anomenaven Hyld-monath.
En eslovè, el nom tradicional és sušec, que significa el mes en què la terra s'asseca prou com perquè sigui possible conrear-la. El nom es va escriure per primera vegada en 1466 en el manuscrit Škofja Loka. També es van utilitzar altres noms, per exemple brezen i breznik, "el mes dels bedolls". La paraula Mart en turc ve del mateix nom del déu Mart.

## Símbols

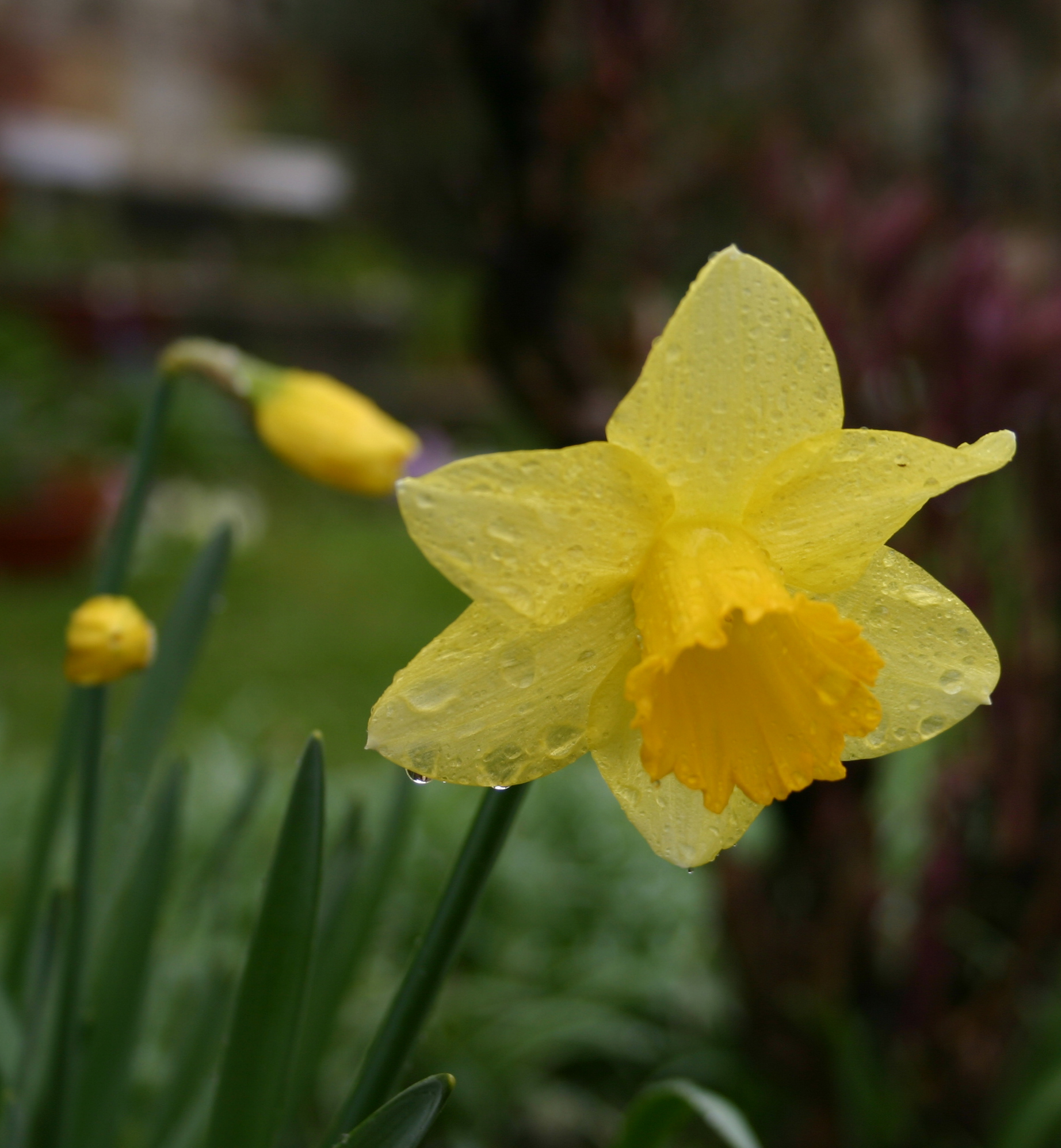
El narcís, emblema floral de març

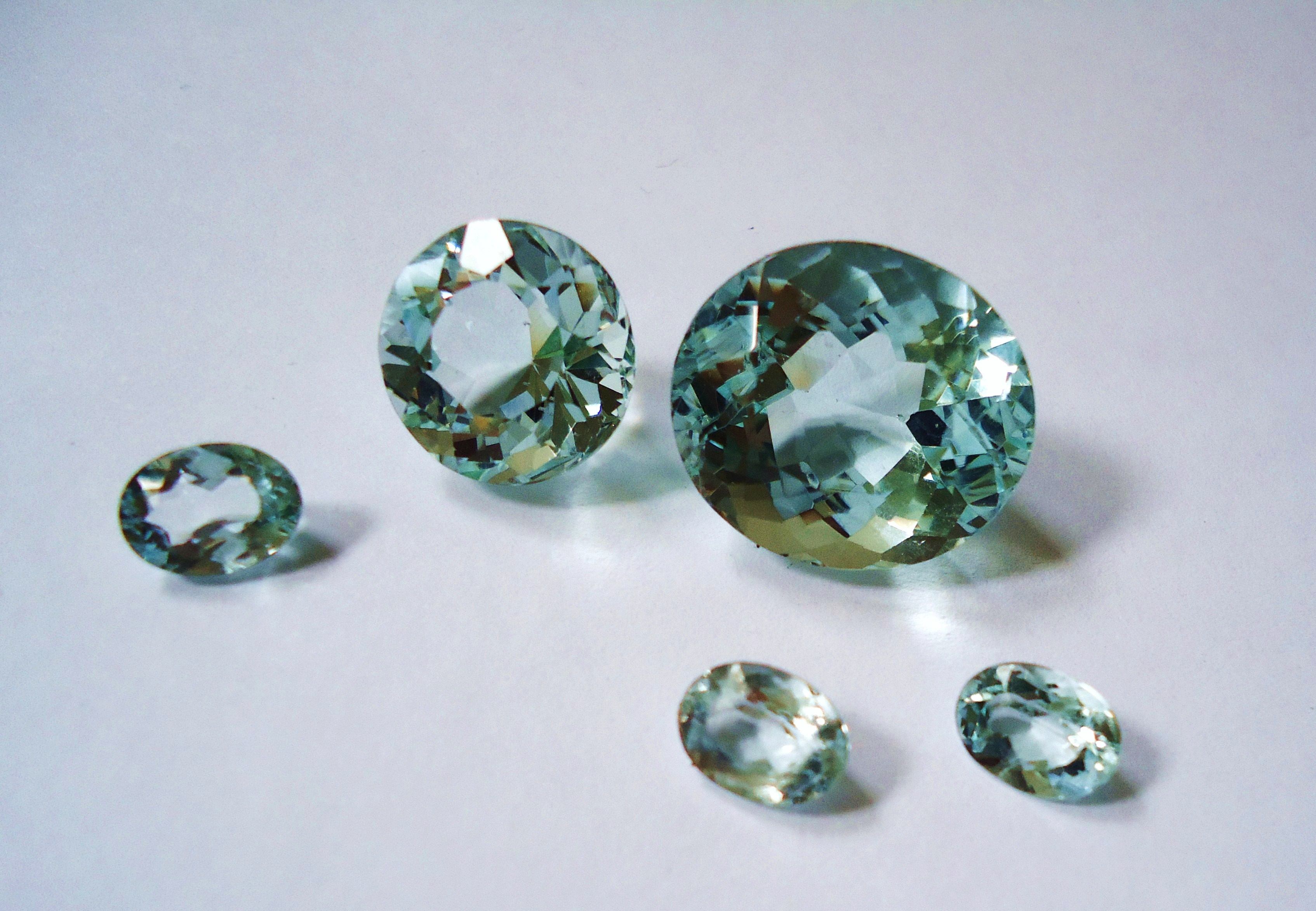
Gemmes aguamarina.

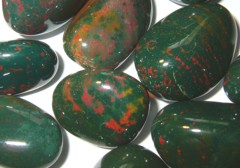
Heliotropi anomenat pedres de sang en anglès (bloodstones) per les inclusions vermelles.

Les pedres de naixement de març són Aiguamarina i pedra de sang. Aquestes pedres simbolitzen el coratge. La seva flor de naixement és el Narcissus. Els signes zodiacals són Peixos fins aproximadament el 20 de març i Àries des d'aproximadament el 21 de març d'ara endavant.

## Esdeveniments del març
- Comença l'any escolar als països de l'hemisferi sud.[14][15]
- L'1 de març se celebra la Diada de les Illes Balears[16]
- L'1 de març al Paraguai es commemora el Dia dels Herois, en honor al mariscal Francisco Solano López.[17]
- L'1 de març: Dia de la independència de Bòsnia i Hercegovina.
- L'1 de març de 1885 s'inicia la rebel·lió indígena a Huaraz liderada per Pedro Pablo Atusparia.[18]
- El 2 de març: Dia de la independència del Marroc.
- El 3 de març:
  - Se celebra el Dia Mundial de la Vida Silvestre
  - se celebra el Dia Africà del Medi Ambient i Dia de Wangari Maathai[19]
  - se celebra al Japó el Festival de les Nines.[20]
- el 6 de març: Dia de la independència de Ghana.
- El 8 de març és el Dia Internacional de les Dones[21][22]
- El 10 de març, és la data més tardana en la qual pot ocórrer el dimecres de cendra, sent el pròxim, l'any de 2038.
- El 11 de març de 2020, l'Organització Mundial de Salut (OMS) va declarar oficialment el SARS-CoV-2 com a pandèmia global.[23]
- El 11 de març: Dia de la segona Independència (Unió Soviètica) de Lituània.
- El 12 de març: Dia de la independència de Maurici.
- El 15 de març del 44 aC, quan Cèsar entrava al Senat, el grup de conspiradors el va apunyalar.[24] Cèsar va morir als peus de l'estàtua de Pompeu, el seu gran rival.[25]
- El 17 de març. Dia de sant Patrici.[26]
- El 17 de març: Dia de la unificació Italiana.
- El 19 de març és el dia del Pare en honor de Sant Josep[27][28]
- El 20 de març és el Dia Internacional de la Felicitat declarat per la ONU.
  - Dia de la independència de Tunísia.
  - El 20 o 21 de març és, en el hemisferi sud, el primer dia de la tardor; i a l'hemisferi nord, el primer dia de la primavera.[29]
- El 21 de març: Dia de la independència de Namíbia.
  - és el Dia Mundial de la Poesia.
  - se celebra el Dia Mundial de la Síndrome de Down.[30]
  - és la data més primerenca perquè ocorri el Diumenge de Resurrecció. Això va ocórrer per última vegada en 1818.
- El 22 de març se celebra el Dia Mundial de l'Aigua.[31]
- El 23 de març és el Dia Meteorològic Mundial[32]
- 25 de març. L'Anunciació.[33]